# Большое шоу Акулёнка
Большое шоу Акулёнка! (кор. 아기 상어: 올리 와 윌리엄, англ. Baby Shark's Big Show!) ― анимационный детский телесериал, основанный на бренде «Baby Shark» южнокорейской компании Pinkfong. SmartStudy, материнская компания Pinkfong, является сопродюсером шоу с Nickelodeon Animation Studio из США.
В Южной Корее премьера состоялась в системе образовательного вещания (EBS) 25 декабря 2020 г. В США его премьера на Nickelodeon состоялась 11 декабря 2020 года.
20 июля 2021 года сериал был продлен на второй сезон, и в настоящее время в разработке находится полнометражный фильм по нему.

## Описание
В далёком 2015 году Акулёнок мгновенно превратился в сенсацию на Youtube. Его музыкальный ролик стал самым просматриваемым за всю историю платформы, а кавер на него записали более миллиона человек, среди которых засветились многие звёзды K-Pop, а еще Уилл Смит и Карди Би. С тех пор Акулёнок подрос до собственного шоу. Его новых хитов и проделок хватило на мультсериал, ведь любознательности и очарования этому малышу не занимать. Вместе со своим неизменным товарищем по шалостям Вильямом Акулёнок будет исследовать бескрайние возможности (такому малышу все по зубам!) и купаться в любви и поддержке своих близких, которые не оставят малыша даже в самых сумасбродных приключениях.

## Разработка
7 июня 2020 года Final Space анонсировал шоу в Instagram. 25 июня того же года Nick Jr. опубликовал информацию о шоу.
Звук составлен в формате 5.1 surround sound. При анимации съемочная группа Titmouse Inc. использует flash-анимацию

## Персонажи
- Бруклин (Акулёнок) (Baby Shark) (озвучивает Ким Со Ён на корейском языке, Кимико Гленн на английском языке) ― желтый акула-самец и главный герой.
- Уильям (William) (озвучивает Ё Мин Чжон по-корейски, Люк Янгблад по-английски) ― оранжевый самец-лоцман и лучший друг Бруклина.
- Мама Акула (Mommy Shark) (озвучивает Мун Нам-сук на корейском языке, Наташа Ротуэлл на английском языке) ― розовая акула-самка и мать Бруклина.
- Папа Акула (Daddy Shark) (озвучивает Чон Чжэ Хон на корейском языке, Эрик Эдельштейн на английском языке) ― синяя акула-самец и отец Бруклина.
- Бабушка Акула (Grandma Shark) (озвучивает Ким Ын-ах [ко] на корейском языке, Дебра Уилсон на английском языке) ― оранжевая акула-самка и бабушка Бруклина.
- Дедушка Акула (Grandpa Shark) (озвучивает Ли Вон Чан [ко] на корейском языке, Патрик Уорбертон на английском языке) ― зеленый акула-самец и дедушка Бруклина.
- Чакс (Chucks) (озвучивает Алекс Казарес) ― неуклюжий фиолетовый самец морского конька.
- Вола (Vola) (озвучивает Кимберли Брукс) ― зелёная осьминог, самка сорванца и любит спорт.
- Голди (Goldie) (озвучивает Коул Эскола) ― золотая золотая рыбка женского пола, часто тщеславная и яркая.
- Крючок (Hank) (озвучивает Джорджи Киддер) ― синий кит-самец и самый младший из друзей Бэби.
- Сумрак (Shadow) (озвучивает Кристина Пуцелли) ― серая акула-самец и главный соперник Бэби.
- Приманка и переключатель (Bait and Switch) (озвучены Рамой Валлури и Тарой Стронг соответственно) ― помощники Шэдоу. Бэйт — это фиолетовый хвост, а Хлыст коричневый ангел.
- Марти Минноу (Marty Minnow) (озвучивает Гриффин Пуато) ― зеленый очкастый самец пескарей и вожак пескарей.
- Рейна Рэй (Rayna Ray) (озвучивает Шелби Янг) ― фиолетовая женщина-манта, репортер новостей и мать Уильяма.

## Список серий
| № | Название                                                            | Автор сценария                                               | Раскадровка                 | Дата премьеры в США и Южной Корее   | Дата премьеры в России | Произв. код | Зрители U.S. (млн) |
| --- | ------------------------------------------------------------------- | ------------------------------------------------------------ | --------------------------- | ----------------------------------- | ---------------------- | ----------- | ------------------ |
| 1 | «All I Want for Fishmas» «Чего я хочу на Рыбждество»                | Макс Бодри, Джош Райли Браун, Франциско Паредес, Уитни Роллс | Рэймонд Сантос              | - 11 декабря 2020 - 25 декабря 2020 | 13 января 2021         | 101         | 0.72               |
| Рыбждество не за горами, а самая горячая игрушка сезона Газипупырка находится на вершине списка желаний Акуленка и Уильяма. Но когда Санта Клылкус пропадает, они должны спасти Рыбждество! |                                                                     |                                                              |                             |                                     |                        |             |                    |
| 2a | «Fish Friends Forever» «Рыбжба навечно»                             | Сара Аллан                                                   | Зак Смит                    | - 2 апреля 2021 - 24 сентября 2021  | 15 августа 2021        | 102A        | 0.37               |
| Когда Акулёнок и его друзья участвуют в битве музыкальных групп, соперничество Акулёнка с Сумраком обостряется.                                                                             |                                                                     |                                                              |                             |                                     |                        |             |                    |
| 2b | «Jelly Pox» «Медузянка»                                             | Кэти Чилсон                                                  | Фил Ан                      | - TBA - 24 сентября 2021            | 15 августа 2021        | 102B        | TBA                |
| Акулёнок узнаёт, что для улучшения самочувствия не обойтись без отдыха, прикрывания рта при чихании и пребывания дома.                                                                      |                                                                     |                                                              |                             |                                     |                        |             |                    |
| 3a | «Baby Tooth» «Зуб акулёнка»                                         | Уитни Роллс                                                  | Рэймонд Сантос              | - 26 марта 2021 - 4 сентября 2021   | 21 августа 2021        | 103A        | 0.53               |
| Акулёнок теряет свой зуб, и чтобы отыскать его, вместе с Уильямом они объединяются с неожиданным союзником.                                                                                 |                                                                     |                                                              |                             |                                     |                        |             |                    |
| 3b | «Slobber Slug» «Скользкий слизняк»                                  | Джош Райли Браун                                             | Рэймонд Сантос              | - 26 марта 2021 - 24 сентября 2021  | 21 августа 2021        | 103B        | 0.53               |
| Игра в Ракушкобол превращается в спасательную операцию после того, как любимый камень Хэнка, Рокки, попадает в логово Скользкого слизняка.                                                  |                                                                     |                                                              |                             |                                     |                        |             |                    |
| 4a | «Super-Shark» «Супер-Акула»                                         | Макс Бодри, Франциско Паредес                                | Фил Ан                      | - 9 апреля 2021 - 24 сентября 2021  | 28 августа 2021        | 104A        | 0.33               |
| Вдохновленные своим любимым телешоу про Акуланию, Акулёнок и Уильям решили стать супергероями.                                                                                              |                                                                     |                                                              |                             |                                     |                        |             |                    |
| 4b | «William vs. Wild» «Уильям-храбрец»                                 | Макс Бодри, Франциско Паредес                                | Зак Смит                    | - 16 апреля 2021 - 24 сентября 2021 | 28 августа 2021        | 104B        | 0.40               |
| Выдумав небылицу, чтобы казаться храбрым, Уильям вынужден встретиться лицом к лицу со своими страхами и отправиться в суперстрашный Ламинарный лес.                                         |                                                                     |                                                              |                             |                                     |                        |             |                    |
| 5a | «Legengary Loot» «Легендарный трофей»                               | Джош Райли Браун                                             | Рэймонд Сантос              | - 18 июня 2021 - 24 сентября 2021   | 5 сентября 2021        | 105A        | 0.43               |
| Найдя карту поиска легендарного трофея, семья Акул разделяется, чтобы разыскать сокровища.                                                                                                  |                                                                     |                                                              |                             |                                     |                        |             |                    |
| 5b | «Yup Day» «День "да"»                                               | Мишель МакГи                                                 | Зак Смит                    | - 18 июня 2021 - 24 сентября 2021   | 5 сентября 2021        | 105B        | 0.43               |
| Акулёнок убеждает папу один день всему говорить "да". Что такого страшного может случиться?                                                                                                 |                                                                     |                                                              |                             |                                     |                        |             |                    |
| 6a | «When You Wish Upon a Fish» «Загадай желание»                       | Макс Бодри, Франциско Паредес                                | Фил Ан                      | - 25 июня 2021 - 3 октября 2021     | 12 сентября 2021       | 106A        | 0.39               |
| Акулёнок с друзьями отправляется на гору чудес, чтобы загадать желание у легендарной падающей морской звезды "Морской Бриз".                                                                |                                                                     |                                                              |                             |                                     |                        |             |                    |
| 6b | «Shark-Off» «Акулобой»                                              | Уитни Роллс                                                  | Рэймонд Сантос              | - 2 июля 2021 - 3 октября 2021      | 12 сентября 2021       | 106B        | 0.32               |
| Сумрак бросает вызов Акулёнку, чтобы доказать, кто из них самая акулистая акула. |                                                                     |                                                              |                             |                                     |                        |             |                    |
| 7a | «The Show Must Flow On» «Шоу плывёт дальше»                         | Джош Райли Браун                                             | Зак Смит                    | - 16 июля 2021 - 8 октября 2021     | 17 октября 2021        | 107A        | 0.32               |
| Голди грустит, и Акуленок с друзьями организовывают мюзикл, чтобы поднять ей настроение. |                                                                     |                                                              |                             |                                     |                        |             |                    |
| 7b | «Detective Baby Shark» «Детектив Акулёнок»                          | Макс Бодри, Франциско Паредес                                | Фил Ан                      | - 16 июля 2021 - 8 октября 2021     | 17 октября 2021        | 107B        | 0.32               |
| Когда бабушкин коржик пропадает прямо перед выпечкой, расследовать дело будут детектив Акуленок и Уильям Ватсон!                                                                            |                                                                     |                                                              |                             |                                     |                        |             |                    |
| 8a | «Baby Mayor» «Акула-мэр»                                            | Мишель МакГи                                                 | Рэймонд Сантос              | - 9 июля 2021 - TBA                 | 24 октября 2021        | 108A        | 0.36               |
| Судьба городских запасов кальмаров находится в плавниках Акулёнка, который случайно становится мэром города.                                                                                |                                                                     |                                                              |                             |                                     |                        |             |                    |
| 8b | «Sink or Swim» «Тони или плыви»                                     | Джош Райли Браун                                             | Фил Ан, Майк Нассар         | - 23 июля 2021 - TBA                | 24 октября 2021        | 108B        | 0.31               |
| Семья акул принимает участие в игровом шоу «Плыви или утони», где попадает в переплёт со своими соперниками — рыбами.                                                                       |                                                                     |                                                              |                             |                                     |                        |             |                    |
| 9a | «Teensy the Tardigrade» «Капитан Риф»                               | Макс Бодри, Франциско Паредес                                | Зак Смит, Майк Нассар       | - 6 августа 2021 - TBA              | 31 октября 2021        | 109A        | 0.56               |
| В роли Супер-Акулы и капитана Рифа Акулёнок и Уильям отправляются спасать праздник, но действительно ли Капитан Риф — помощник главного героя?                                              |                                                                     |                                                              |                             |                                     |                        |             |                    |
| 9b | «Captain Kelp» «Крошка-тихоходка»                                   | Уитни Роллс                                                  | Рэймонд Сантос, Майк Нассар | - 30 июля 2021 - TBA                | 31 октября 2021        | 109B        | 0.48               |
| Акулёнок берёт на воспитание питомца, но готов ли он к такой большой ответственности? |                                                                     |                                                              |                             |                                     |                        |             |                    |
| 10a | «Shadow Tales» «Сумраклэнд»                                         | Мишель МакГи                                                 | Майк Карло, Майк Нассар     | - 10 сентября 2021 - TBA            | 7 ноября 2021          | 110A        | 0.47               |
| Завидуя успехам Акулёнка, Сумрак превращает затонувший корабль в свой личный парк развлечений.                                                                                              |                                                                     |                                                              |                             |                                     |                        |             |                    |
| 10b | «Medieval Tides» «Средневековый вал»                                | Макс Бодри, Франциско Паредес                                | Фил Ан, Майк Нассар         | - 10 сентября 2021 - TBA            | 7 ноября 2021          | 110B        | 0.47               |
| Акулёнок с друзьями играют в рыцарей и королей, но Вола хочет быть не просто принцессой. |                                                                     |                                                              |                             |                                     |                        |             |                    |
| 11a | «Baby Shark’s Haunted Halloween» «Акулёнок на призрачном Хэллоуине» | Джош Райли Браун                                             | Рэймонд Сантос, Майк Нассар | - 20 октября 2021 - TBA             | 5 марта 2022           | 111A        | 0.35               |
| Акулёнок должен преодолеть свой единственный сильный страх, столкнувшись с настоящей призрачной рыбой.                                                                                      |                                                                     |                                                              |                             |                                     |                        |             |                    |
| 11b | «Wavey Jones’ Locker» «Тайник рыбного Джонса»                       | Макс Бодри, Франциско Паредес                                | Майк Карло, Майк Нассар     | - 20 октября 2021 - TBA             | 5 марта 2022           | 111B        | 0.35               |
| Акулёнок и Уильям должны отправиться в тёмные глубины, чтобы вернуть потерянный микрофон Акулёнка.                                                                                          |                                                                     |                                                              |                             |                                     |                        |             |                    |
| 12a | «Daddyshack» «Меткий папа»                                          | Макс Бодри, Франциско Паредес                                | Рэймонд Сантос, Майк Нассар | - 8 октября 2021 - TBA              | 12 марта 2022          | 112A        | 0.37               |
| После того, как коварная рыба захватывает поле для гольфа, малыш Акулёнок и Уильям ищут чемпиона по мини-гольфу, чтобы победить его.                                                        |                                                                     |                                                              |                             |                                     |                        |             |                    |
| 12b | «Rocky-Bye» «Пока-пока, Рокки»                                      | Макс Бодри, Франциско Паредес                                | Фил Ан, Майк Нассар         | - 8 октября 2021 - TBA              | 12 марта 2022          | 112B        | 0.37               |
| Хэнк пытается преодолеть свои страхи без помощи своего любимца Рокки. |                                                                     |                                                              |                             |                                     |                        |             |                    |
| 13a | «Rainy Day Roundup» «Дождливое приключение»                         | Макс Бодри, Франциско Паредес                                | Кристина Квон, Майк Нассар  | - 12 ноября 2021 - TBA              | 19 марта 2022          | 113A        | 0.26               |
| Когда подводный шторм портит всё веселье Акулёнку и Уильяму, они не уверены, что смогут насладиться приключениями в помещении.                                                              |                                                                     |                                                              |                             |                                     |                        |             |                    |
| 13b | «Deep Goo Sea» «Глубокое липкое море»                               | Мишель МакГи                                                 | Фил Ан, Майк Нассар         | - 12 ноября 2021 - TBA              | 19 марта 2022          | 113B        | 0.26               |
| Уильям и Вола участвуют в конкурсе молодых учёных, и дух соперничества ставит их в затруднительное положение.                                                                               |                                                                     |                                                              |                             |                                     |                        |             |                    |
| 14a | «Coach Grandma» «Тренер бабуля»                                     | Джош Райли Браун                                             | Кристина Квон,Майк Нассар   | - 7 февраля 2022 - TBA              | 26 марта 2022          | 114A        | TBA                |
| Команда Акулёнка по ракушкоболу нанимает тренера-профессионала с необычными методами. |                                                                     |                                                              |                             |                                     |                        |             |                    |
| 14b | «Busy Baby» «Занятой акулёнок»                                      | Джош Райли Браун                                             | Рэймонд Сантос, Майк Нассар | - 7 февраля 2022 - TBA              | 26 марта 2022          | 114B        | TBA                |
| Акулёнок берёт на себя больше, чем может исполнить, перед крупной танцевальной вечеринкой с бабулей Акулой.                                                                                 |                                                                     |                                                              |                             |                                     |                        |             |                    |
| 15a | «Snowball Bonanza» «Снежная удача»                                  | Макс Бодри, Франциско Паредес                                | Фил Ан, Майк Нассар         | - 9 декабря 2021 - TBA              | 2 апреля 2022          | 115A        | 0.27               |
| Чакс пытается помочь Акулёнку и его друзьям одержать победу над соседями Зубастый бухты в ежегодном соревновании «Снежная жила».                                                            |                                                                     |                                                              |                             |                                     |                        |             |                    |
| 15b | «The Present» «Подарок»                                             | Мишель МакГи                                                 | Рэймонд Сантос, Майк Нассар | - 9 декабря 2021 - TBA              | 2 апреля 2022          | 115B        | 0.27               |
| Акулёнок работает под прикрытием, чтобы найти идеальный подарок для мамы Акулы. |                                                                     |                                                              |                             |                                     |                        |             |                    |
| 16a | «Shark Strength» «Акулья сила»                                      | Макс Бодри, Франциско Паредес                                | Фил Ан, Майк Нассар         | - 21 января 2022 - TBA              | 9 апреля 2022          | 116A        | TBA                |
| 16b | «Good Trouble»                                                      | Мишель МакГи                                                 | Рэймонд Сантос, Майк Нассар | - 21 января 2022 - TBA              | —                      | 116B        | TBA                |
| 17a | «Best Fin-Ship Day» «Лучший день рыбжбы»                            | Макс Бодри, Франциско Паредес                                | Фил Ан, Майк Нассар         | - 14 февраля 2022 - TBA             | —                      | 117A        | TBA                |
| Акулёнок пытается устроить Уильяму Лучший день рыбжбы в истории. |                                                                     |                                                              |                             |                                     |                        |             |                    |
| 17b | «The Great Skate Case» «Дело о пропавшем фиш-борде»                 | Кэти Чилсон                                                  | Кристина Квон               | - 14 февраля 2022 - TBA             | —                      | 117B        | TBA                |
| Когда перед важным событием пропадает фиш-борд Волы, за дело берутся детектив Акулёнок и Уильям Ватсон.                                                                                     |                                                                     |                                                              |                             |                                     |                        |             |                    |
| 18a | «William Manta: News Fish» «Уильям Скат: репортёр»                  | Джош Райли Браун                                             | Рэймонд Сантос, Майк Нассар | - ТВА - TBA                         | —                      | 118A        | TBA                |
| Навещая Рейну на работе, Уильям узнаёт, каким должен быть первоклассный телерепортёр. |                                                                     |                                                              |                             |                                     |                        |             |                    |
| 18b | «Sleeping Like a Baby Shark» «Спать, как Акулёнок»                  | Мишель МакГи                                                 | Кристина Квон, Майк Нассар  | - ТВА - TBA                         | —                      | 118B        | TBA                |
| Акулёнок спит в кровати родителей, и ему это так нравится, что он пытается перебраться туда насовсем.                                                                                       |                                                                     |                                                              |                             |                                     |                        |             |                    |
| 19a | «The Seaweed Sway» «Подводный кач»                                  | Джеки Бёрк                                                   | Кристина Квон, Майк Нассар  | - 15 апреля 2022 - TBA              | —                      | 119A        | TBA                |
| 19b | «Flow Bros» «Братья по потоку»                                      | Макс Бодри, Франциско Паредес                                | Фил Ан                      | - 15 апреля 2022 - TBA              | —                      | 119B        | TBA                |
| 20a | «A Shark Day’s Night» «Рыб-миц-ва Чакса»                            | Эд Ли                                                        | Рэймонд Сантос              | - 22 апреля 2022 - TBA              | —                      | 120A        | TBA                |
| 20b | «Bad Hank» «Плохой крючок»                                          | Джош Райли Браун                                             | Кристина Квон               | - 22 апреля 2022 - TBA              | —                      | 120B        | TBA                |
| 21a | «Shark Prank»                                                       | Макс Бодри, Франциско Паредес                                | Рэймонд Сантос              | - 1 апреля 2022 - TBA               | —                      | 121A        | TBA                |
| 21b | «Lagoon Lemonade»                                                   | Мишель МакГи                                                 | Фил Ан                      | - 1 апреля 2022 - TBA               | —                      | 121B        | TBA                |
| 23a | «Operation Happy Mommies»                                           | Джош Райли Браун                                             | Рэймонд Сантос              | - 6 мая 2022 - TBA                  | —                      | 123A        | TBA                |
| 23b | «Buds at First Bite»                                                | Мишель МакГи                                                 | Кристина Квон               | - 6 мая 2022 - TBA                  | —                      | 123B        | TBA                |
| 25a | «A Tail of Two Fathers»                                             | TBA                                                          | TBA                         | - 17 июня 2022 - TBA                | —                      | 125A        | TBA                |
| 25b | «Welcome Wagon»                                                     | TBA                                                          | TBA                         | - 17 июня 2022 - TBA                | —                      | 125B        | TBA                |